# Crna Zorica (2012.)
Crna Zorica (srp. Црна Зорица) je srpski film iz 2012. godine. Režirali su ga zajedno Radoslav Pavković i grčka redateljica Hristina Hatziharalabous, koja je zajedno s Goranom Mojsinom napisala i scenarij. Film je rađen u koprodukciji Srbije, Grčke i Cipra, uz koproducente iz Poljske.
Film je premijerno prikazan u Beogradu 20. ožujka 2012. godine.